# Improbable (entreprise)
Pour les articles homonymes, voir Improbable (homonymie).
Improbable Worlds Limited (communément appelée Improbable) est une entreprise technologique multinationale britannique fondée en 2012 et basée à Londres. Elle développe des logiciels de simulation distribués pour les jeux vidéo et les entreprises.

## Historique
Le fondateur d'Improbable, Herman_Narula (en), est le fils de Harpinder Singh Narula. La société a été fondée en 2012 et dirigée par Narula et ses associés.
La société a créé SpatialOS, une plate-forme de calcul qui permet la création de simulations massives et de mondes virtuels à utiliser dans les jeux vidéo et les simulations d'entreprise. L'entreprise s'est associée à Google en décembre 2016. Le logiciel est sorti en version bêta ouverte en février 2017.
En 2017, SoftBank a consenti un investissement de plus de 500 millions de dollars. Les premiers jeux construits par l'entreprise étaient Worlds Adrift par Bossa Studios et Lazarus par Spilled Milk Studio, mais les deux jeux ont été retirés depuis.
En 2018, Improbable a fondé une succursale à Edmonton, en Alberta (Canada). Aaryn Flynn - un ancien directeur général de BioWare Edmonton - a été embauché au poste de directeur général des opérations nord-américaines d'Improbable ancrées à Edmonton.
En janvier 2019 eu lieu un conflit public opposa Improbable à Unity Technologies, le développeur du moteur de jeu Unity. Improbable a affirmé qu'une modification des conditions d'utilisation de Unity effectuée en décembre 2018 rendrait l'utilisation de SpatialOS illégale, affectant plusieurs jeux existants et en cours de développement. Unity a répliqué qu'Improbable avait enfreint les conditions d'utilisation pendant plus d'un an et en avait été informé, et le changement n'affecterait qu'Improbable et non les développeurs de jeux l'utilisant déjà. Improbable s'est associé à Epic Games, les fabricants du concurrent Unreal Engine pour fournir des fonds à hauteur de US$25 million en faveur des développeurs susceptibles d'être affectés par ce changement vers des solutions plus ouvertes,.

## Liste des jeux développés par Improbable
- Worlds Adrift (2017 pour Microsoft Windows) - Annulé en 2019[11]
- Mavericks: Proving Grounds (2018 pour Microsoft Windows) - Annulé en 2019
- Seed (TBA, pour Microsoft Windows)
- Lazarus (2018, pour Microsoft Windows) - Annulé en 2019
- Scavengers (TBA, pour Microsoft Windows, PlayStation 4 et Xbox One.)[12]
- RPG en ligne sans titre (TBA.)[13]